# Kurucz Sándor
Kurucz Sándor (Lekér, 1944. november 1. –) Balázs Béla-díjas (2007) felvidéki születésű magyar operatőr.

## Életpályája
1959–1963 között a Révkomáromi Gimnázium diákja volt. 1964–1969 között a Prágai Egyetem Villamosmérnöki Karán tanult. 1967–1968 között az Új ifjúság cseh-magyar fordítója volt. 1970-től a kassai Thália Színpad műszaki munkatársa. 1970–1974 között a Színház- és Filmművészeti Főiskola film- és televízió operatőr szakos hallgatója volt. 1976–1990 között a Mafilm operatőre volt. 1977-ben települt Magyarországra. 1979 óta önállóan dolgozik. 1994 óta a Duna Televízió operatőre.

## Filmjei
| - Töredék (1973) - Vaskúti gépek (1979) - Változatok gyermekhangra (1979) - Feljelentem önmagam (1979) - Iskolapélda (1979) - Köztünk maradjon (1980) - Ismeretlen ismerős Magyarország (1980) - Néptanítók (1981) - Rehabilitáció (1981) - Elátkozva a hatodik napot (1982) - Csoport és közösség (1982) - Beilleszkedés (1982) - Holtpont (1983) - Királygyilkosság (1983, Sára Sándorral) - Sodródás (1983) - Szirakuzai bolond (1984, Balog Gáborral) - Gépjátékok (1984) - Eszterlánc (1985) - A nép főiskolája (1986) - Torzó - Szőts István portré (1987-1989) - Tüske a köröm alatt (1987) - Mézeskalács (1987) - Sír az út előttem (1987) - A leghosszabb film (1988) - Csonka Bereg (1988) - Te még élsz? (1990) - Jubileumok (1992) - A kincskereső iskola (1992) - Én, Rippl-Rónai József (1998) - Találkozás Gijon Nándorral (2001) - Szép halál volt (2002) - Füsthegy (2003) - Az ember, aki nappal aludt (2003) - Magyar nők a Gulágon (2003) - Sínjárók (2006) - Virradat (2011) - Nyírő (2011) - Schmidt Éva élete halála után (2011) | - Adalék (1974) - Kell, hogy fontos legyek valahol (1981) - Krónika (1982) - Pergőtűz (1983) - Bábolna I.-V. (1985) - A kárókatonák még nem jöttek vissza (1985) - Orpheus és Euridiké (1986, Sára Sándorral, Lőrincz Józseffel) - Egy golyó a szívbe (1986) - Jeles napok Aszáron (1987) - …evilágból… (1988) - "Isten akaratából…" (1988, Marczali Lászlóval) - Eszmélet (1989) - Sivatagi nemzedék (1991) - Lefegyverzett ellenséges erők (1991) - Megáldva és megverve (1991) - Frici, a vállalkozó szellem (1993, Poros Lászlóval, Balogh Lászlóval, Medvigy Gáborral) - Bessenyei Ferenc (1994) - Szeretni kell minden hangot… (1995) - Húsvéti énekek (1995) - Erdélyi dekameron (1995) - Egy rejtőzködő ház története (1995) - A kun Miatyánk (1997) - Félelmen túli tartomány (1999) - Aranyhíd (2001) - Nehézsorsúak (2004) - Szent Korona (2005) - Élősködő élőlények (2005) - Csoóri Sándor világa (2005) - Banovich Tamás (2005) - Estére mindig leszáll a köd (2007) - Egyenlő esélyek felé (2007) - A múlt aranyága (2007) - Millennium szobrásza (2009) - Kosáry Domokos olvasónaplója (2009) - Vadászmese (2013) |

## Díjai, elismerései
- Balázs Béla-díj (2007)
- Szkíta Aranyszarvas díj (2009)
- Szőts István-díj (2023)[2]